# Popeye (videojuego)
Popeye es un videojuego de arcade realizado por Nintendo en 1982. Está basado en los cortos animados y tira cómica (llamada al principio Thimble Theatre) homónimos. El juego consiste en controlar a Popeye y evitar a Brutus en cada nivel, recogiendo espinacas para poder vencerle durante un período y colectar corazones, notas musicales o letras que lanza Olivia, la novia del personaje. Si Popeye es golpeado por Brutus, pierde una vida. Si Popeye vence a Brutus cuando recoge unas espinacas, obtiene 3000 puntos. En el primer nivel, hay colgado en el techo un balde que podemos tirar a Brutus en la cabeza. Si lo logramos, obtenemos un bonus de 1000 puntos. Pero no nos sirve de mucho, pues Popeye no puede golpear a Brutus con puñetazos convencionales.
Es considerado un hito en la historia de los videojuegos. Los personajes de Popeye originalmente se usarían en el juego que más tarde se convertiría en Donkey Kong. Sin embargo, en ese momento en el desarrollo del juego, Nintendo no pudo obtener las licencias de King Features Syndicate para usar los personajes. De hecho, fue la admiración de Shigeru Miyamoto por las animaciones de la era dorada de la animación estadounidense lo que lo condujo al desarrollo y diseño de estos videojuegos.
Ben Falls tiene el récord mundial de 3,023,060 obtenidos el 20 de diciembre de 2011, según el Twin Galaxies International Scoreboard.

## Niveles
El juego contiene 3 niveles, los cuales pueden ser jugarse en modo fácil o difícil.

### Nivel 1
Olivia nos tira corazones que Popeye debe recoger para rescatarla hasta que se encierre en un corazón grande, Como apoyo podemos tirarle a Brutus un balde de agua para obtener tiempo de ventaja además de tres mil puntos de bonificación o si se tiene la suficiente destreza tomar las espinacas del nivel y vencerlo cuando este indefenso en este estado. 

### Nivel 2
Aquí Popeye debe recoger notas para rescatar a Olivia, como ayuda para recoger más puntos e incluso recuperar tiempo podemos lanzarnos al vacío justo a una palanca que nos impulsara, la cual al alcanzar a Cocoliso en el globo nos dará 500 puntos por cada vez que lo hagamos. 

### Nivel 3
En este debemos construir una escalera en un barco para rescatar a la novia del protagonista mientras nos ataca el Buitre Bernardo, secuaz de la Bruja Marina al cual con la suficiente destreza se le puede vencer con un puñetazo, para esto debemos recoger las letras que nos tira Oliva que forman la palabra "Help", juntando suficientes para poder concluir la escalera y el nivel de manera exitosa. Seguidamente, el juego comienza nuevamente con mayor dificultad. Dos enemigos se oponen: Brutus y la Bruja del mar (aparte del buitre); ella nos tira cráneos de esqueleto pero los podemos romper pegando puñetazos igual que las botellas de Brutus.

### Situaciones en todos los niveles
- A veces Brutus nos lanzará una serie de botellas, sin embargo es posible contrarrestarlos con uno o varios puñetazos según cuantas botellas lance.

- Los objetos que lanza Olivia nunca deben caer al mar, esto lo avisa mediante otra música de fondo como una advertencia, ya que cuando caen, hay que recogerlos inmediatamente porque en el lapso de unos segundos los objetos se deshacen en el mar y Popeye pierde una vida.

### Nivel 3 (Versión para Móviles)
En la versión del celular el juego es realizado y publicado por Namco Bandai, el tercer nivel en modo personalizado, Popeye debe evitar que Oliva caiga al vacío, ya que es sonámbula, y él tiene que recoger todas las z para que ella regrese al apartamento donde duerme.

## Recepción
El boletín de Arcade Express lo puntuó con un 7 de 10 en enero de 1983, y lo calificó como "lo más parecido a una caricatura de videojuego que se haya visto en una sala de juegos", pero también que "el juego, desafortunadamente, no alcanza los estándares visuales". 
Electronic Games escribió en 1983 que la versión arcade de Popeye al principio parecía ser "otra variación de un tema que se ha vuelto demasiado familiar desde Donkey Kong". "Pero hay algunos matices", agregó, "no menos importantes son los gráficos y los efectos de sonido, que tienden a permitir al juego el beneficio de la duda en la ejecución". La revista concluyó que "Popeye ofrece una obra interesante que está más que complementada con los cosméticos". Michael Pugliese, que escribió para The Coin Slot, describió a Popeye como "un juego visualmente estimulante y emocionante que saldrá bien en cualquier lugar", y señaló que "contiene todos los desafíos y el atractivo del personaje para que sea una fuente de ingresos sólida por mucho tiempo". 

## Versiones caseras
El juego se publicó para los siguientes sistemas
- Atari 2600 en 1982 por Parker Brothers[8]
- Atari 800 (1982)[9]
- Colecovision (1983)
- Intellivision (1983)
- NES (1983)
- Atari 5200 (1984)
- Commodore 64 (1984)
- Game Boy
- Amiga

La máquina arcade fue convertida a electrónica moderna por José Tejada (alias jotego) y portada a las plataformas FPGA MiST y MiSTer en el año 2019. Es la única versión fidedigna a la máquina original en aspectos como el uso de DMA para los objetos, el árbitro del bus para el acceso a la memoria de vídeo y la ausencia de latencia. José Tejada se basó en los diagramas esquemáticos disponibles para realizar la conversión.